# Qatar ExxonMobil Open 2023
Giải quần vợt Qatar Mở rộng 2023 (còn được biết đến với Qatar ExxonMobil Open 2023 vì lý do tài trợ) là lần thứ 31 Giải quần vợt Qatar Mở rộng được tổ chức, một giải quần vợt nam thi đấu trên mặt sân cứng ngoài trời. Giải đấu là một phần của ATP Tour 250 trong ATP Tour 2023, và diễn ra tại Khalifa International Tennis and Squash Complex ở Doha, Qatar từ ngày 20 đến ngày 25 tháng 2 năm 2023.

## Điểm và tiền thưởng

### Phân phối điểm
| Sự kiện | VĐ  | CK  | BK | TK | Vòng 1/16 | Vòng 1/32 | Q  | Q2 | Q1 |
| Đơn     | 250 | 150 | 90 | 45 | 20        | 0         | 12 | 6  | 0  |
| Đôi     | 250 | 150 | 90 | 45 | 0         | —         | —  | —  | —  |

### Tiền thưởng
| Sự kiện | VĐ       | CK       | BK      | TK      | Vòng 1/16 | Vòng 1/32 | Q2     | Q1     |
| Đơn     | $209,445 | $122,175 | $71,830 | $41,615 | $24,165   | $14,770   | $7,385 | $4,030 |
| Đôi*    | $72,780  | $38,940  | $22,820 | $12,750 | $7,520    | —         | —      | —      |

*mỗi đội

## Nội dung đơn

### Hạt giống
| Quốc gia | Tay vợt                     | Xếp hạng1 | Hạt giống |
| -------- | --------------------------- | --------- | --------- |
|          | Andrey Rublev               | 5         | 1         |
| CAN      | Félix Auger-Aliassime       | 8         | 2         |
|          | Daniil Medvedev             | 11        | 3         |
| GER      | Alexander Zverev            | 17        | 4         |
| ESP      | Roberto Bautista Agut       | 24        | 5         |
| GBR      | Dan Evans                   | 29        | 6         |
| ESP      | Alejandro Davidovich Fokina | 31        | 7         |
| NED      | Botic van de Zandschulp     | 35        | 8         |

- 1 Bảng xếp hạng vào ngày 13 tháng 2 năm 2023.

### Vận động viên khác
Đặc cách:
- Andy Murray
- Abedallah Shelbayh
- Fernando Verdasco

Vượt qua vòng loại:
- Liam Broady
- Damir Džumhur
- Oleksii Krutykh
- Alexandre Müller

Thua cuộc may mắn:
- Nikoloz Basilashvili

### Rút lui
Trước giải đấu
- Marin Čilić → thay thế bởi  Márton Fucsovics
- Borna Ćorić → thay thế bởi  Christopher O'Connell
- Jack Draper → thay thế bởi  Nikoloz Basilashvili
- Rafael Nadal → thay thế bởi  Ilya Ivashka

## Nội dung đôi

### Hạt giống
| Quốc gia | Tay vợt       | Quốc gia | Tay vợt          | Xếp hạng1 | Hạt giống |
| -------- | ------------- | -------- | ---------------- | --------- | --------- |
| CRO      | Nikola Mektić | CRO      | Mate Pavić       | 15        | 1         |
| MON      | Hugo Nys      | POL      | Jan Zieliński    | 36        | 2         |
| IND      | Rohan Bopanna | AUS      | Matthew Ebden    | 62        | 3         |
| NED      | Robin Haase   | NED      | Matwé Middelkoop | 66        | 4         |

- 1 Bảng xếp hạng vào ngày 13 tháng 2 năm 2023.

### Vận động viên khác
Đặc cách:
- Liam Broady /  Alexander Zverev
- Malek Jaziri /  Mubarak Shannan Zayid

Thay thế:
- Patrik Niklas-Salminen /  Emil Ruusuvuori

### Rút lui
- Jack Draper /  Jiří Lehečka → thay thế bởi  Patrik Niklas-Salminen /  Emil Ruusuvuori
- Lloyd Harris /  Raven Klaasen → thay thế bởi  Raven Klaasen /  Hunter Reese
- Kevin Krawietz /  Tim Pütz → thay thế bởi  Tim Pütz /  Jan-Lennard Struff

## Nhà vô địch

### Đơn
- Daniil Medvedev đánh bại  Andy Murray, 6–4, 6–4.

### Đôi
- Rohan Bopanna /  Matthew Ebden đánh bại  Constant Lestienne /  Botic van de Zandschulp  6–7(5–7), 6–4, [10–6].